# Manchet (beklædning)
 For alternative betydninger, se Manchet. (Se også artikler, som begynder med Manchet)
Manchet er betegnelsen for den yderste del af skjorteærmet med knaphul og knap. På den finere skjorte er der som regel dobbeltmanchet (fransk manchet), der er foldet bagover, så indersiden bliver synlig.
På dobbeltmanchetten er der to manchethuller i stedet for knap til manchetknap for at lukke ærmet. Der findes også enkeltmanchetter til manchetknapper.
Manchetknappen kan være af guld eller sølv i geometrisk kunstneriske former og graveret eller  med ædelsten.